# Liste d'élections en 1873
Chronologie des élections
- 1869
- 1870
- 1871
- 1872
- 1873
- 1874
- 1875
- 1876
- 1877

Cet article recense les élections organisées durant l'année 1873.

## Élections nationales en 1873
| Date                       | État                   | Élection ou référendum                    | Contexte | Résultat |
| -------------------------- | ---------------------- | ----------------------------------------- | -------- | --- |
| 4 juin 1872 - 7 avril 1873 | États-Unis             | Législatives (chambre (en) et sénat (en)) |          | Cette section est vide, insuffisamment détaillée ou incomplète. Votre aide est la bienvenue ! Comment faire ? |
| 1er janvier - 27 avril     | Argentine              | Législatives (es)                         |          | Cette section est vide, insuffisamment détaillée ou incomplète. Votre aide est la bienvenue ! Comment faire ? |
| 27 janvier                 | Grèce                  | Législatives                              |          | Cette section est vide, insuffisamment détaillée ou incomplète. Votre aide est la bienvenue ! Comment faire ? |
| 19 février                 | République dominicaine | Référndum (en)                            |          | Cette section est vide, insuffisamment détaillée ou incomplète. Votre aide est la bienvenue ! Comment faire ? |
| 1er mars                   | Uruguay                | Présidentielle (es)                       |          | Cette section est vide, insuffisamment détaillée ou incomplète. Votre aide est la bienvenue ! Comment faire ? |
| 7 mars                     | Bolivie                | Présidentielle (es)                       |          | Cette section est vide, insuffisamment détaillée ou incomplète. Votre aide est la bienvenue ! Comment faire ? |
| 6 mai                      | Liberia                | Présidentielle (en)                       |          | Cette section est vide, insuffisamment détaillée ou incomplète. Votre aide est la bienvenue ! Comment faire ? |
| 10 mai                     | Éspagne                | Générales                                 |          | Cette section est vide, insuffisamment détaillée ou incomplète. Votre aide est la bienvenue ! Comment faire ? |
| 24 mai                     | France                 | Présidentielle                            |          | Cette section est vide, insuffisamment détaillée ou incomplète. Votre aide est la bienvenue ! Comment faire ? |
| 10 juin                    | Pays-Bas               | 2de Chambre (nl)                          |          | Cette section est vide, insuffisamment détaillée ou incomplète. Votre aide est la bienvenue ! Comment faire ? |
| 6 - 8 novembre             | Guatemala              | Présidentielle (es)                       |          | Cette section est vide, insuffisamment détaillée ou incomplète. Votre aide est la bienvenue ! Comment faire ? |

## Élections en subdivisions nationales en 1873
Cette section concerne les élections législatives dans un État fédéré, une subdivision territoriale ou une colonie d'un État souverain, ainsi que leurs principaux référendums.
| Date                       | Subdivision           | État               | Élection ou référendum | Contexte | Résultat |
| -------------------------- | --------------------- | ------------------ | ---------------------- | --- | --- |
| Novembre                   | Griqualand Ouest      | Empire britannique | Législative (en)       | | Cette section est vide, insuffisamment détaillée ou incomplète. Votre aide est la bienvenue ! Comment faire ?                                                                                       |
| 1er avril                  | Île-du-Prince-Édouard | Empire britannique | Générales (en)         | Dernières élections en colonie britannique, avant de devenir province de la confédération canadienne le 1er juillet. | Le Parti conservateur de James Colledge Pope forme un gouvernement minoritaire avec 15 sièges contre 10 pour le Parti libéral de Robert Haythorne (en) et 5 pour le parti inconnu[réf. nécessaire]. |
| Octobre                    | Cisleithanie          | Autriche-Hongrie   | Conseil impérial (de)  | | Cette section est vide, insuffisamment détaillée ou incomplète. Votre aide est la bienvenue ! Comment faire ?                                                                                       |
| 28 octobre                 | Prusse                | Empire allemand    | Législatives           | Dissolution de la Chambre le 5 octobre[réf. nécessaire].                                                             | Cette section est vide, insuffisamment détaillée ou incomplète. Votre aide est la bienvenue ! Comment faire ?                                                                                       |
| 4 novembre - 1er décembre  | Quensland             | Empire britannique | Coloniales (en)        | | Cette section est vide, insuffisamment détaillée ou incomplète. Votre aide est la bienvenue ! Comment faire ?                                                                                       |
| Novembre                   | Terre-Neuve           | Empire britannique | Générales (en)         | | Cette section est vide, insuffisamment détaillée ou incomplète. Votre aide est la bienvenue ! Comment faire ?                                                                                       |
| 14 novembre                | Danemark              | Danemark           | Législatives (en)      | | Cette section est vide, insuffisamment détaillée ou incomplète. Votre aide est la bienvenue ! Comment faire ?                                                                                       |
| 1873                       | Îles Féroé            | Danemark           | Législatives (en)      | | Cette section est vide, insuffisamment détaillée ou incomplète. Votre aide est la bienvenue ! Comment faire ?                                                                                       |
| Mai 1873 - 14 février 1874 | Norvège               | Suède-Norvège      | Législatives (en)      | | Voir l'article Liste d'élections en 1874 |